# NGC 5999
NGC 5999 ist die Bezeichnung eines offenen Sternhaufen im Sternbild Winkelmaß. NGC 5999 hat eine Helligkeit von 9,0 mag und eine Winkelausdehnung von 3 Bogenminuten. Das Objekt wurde am 8. Mai 1834 von John Herschel entdeckt.